# Ana Cañas
Ana Paula Hipólito Cañas (São Paulo, 14 de setembro de 1980) é uma cantora e compositora brasileira.

## Biografia
Cantora e compositora descendente de espanhóis, formou-se em Artes Cênicas pela Escola de Comunicações e Artes da USP (ECA-USP).
Estreou em 2007 no cenário musical brasileiro com o lançamento do álbum Amor e Caos (Sony Music), que traz as primeiras composições autorais de Ana e uma versão para a canção "Coração Vagabundo", de Caetano Veloso, que integrou a trilha sonora da novela Beleza Pura, da Rede Globo. Em 2008, participou da edição do programa Som Brasil Cazuza, exibido pela mesma emissora.
Em 2009, lança o segundo disco de estúdio, intitulado Hein? (Sony Music), que contém parcerias com Arnaldo Antunes e a participação de Gilberto Gil ao violão. A canção "Esconderijo", de autoria da própria Ana, integrou a trilha sonora da novela de Manoel Carlos, Viver a Vida.
"Esconderijo" ganhou clipe em película dirigido por Selton Mello.
Ainda em 2009, Ana grava, a convite do cantor e compositor Nando Reis, a música "Pra Você Guardei O Amor".
Em 2012, Ana retorna ao estúdio e lança o disco Volta (o primeiro pela gravadora Som Livre). O álbum contém versões para "Rock And Roll" do Led Zeppelin e as músicas autorais "Será Que Você me Ama?" e "Urubu Rei", entre outras. Posteriormente, o disco Volta transformou-se no show "Coração Inevitável" e contou com a  direção e iluminação de Ney Matogrosso. O show foi registrado e lançado em DVD em 2013.
Em 2015 Ana Cañas lança seu quarto álbum de estúdio e o primeiro totalmente autoral,  Tô na Vida e no dia 6 de julho de 2015 foi lançado o single homônimo do disco e ganhou clipe dirigido pela própria Ana em parceria com Philippe Noguchi.
Em 2016 a cantora faz a sua estreia nacional nos cinemas, ao participar do longa metragem "Amores Urbanos" da diretora Vera Egito (com quem Ana já havia trabalhado anteriormente no clipe de "Urubu Rei" e no DVD "Coração Inevitável"). No filme, Ana interpreta a homossexual Duda, que têm problemas de assumir publicamente o relacionamento com a namorada.
Em 13 de maio de 2017 a artista lança o single e o clipe de “Respeita”. O clipe, dirigido por Isadora Bandt e João Wainer, contou com a participação de 86 mulheres, entre elas Elza Soares, Maria da Penha, Julia Lemmertz, Maria Rita Kehl, Mel Lisboa, Sophie Charlotte, Zélia Duncan, Natália Dill e Andreia Horta.
Em 2018 Ana Cañas lança seu quinto álbum de estúdio, Todxs. Indicado ao Grammy Latino 2019 como Melhor Álbum de Pop Contemporâneo, o trabalho foi produzido pela própria artista em parceria com Thiago Barromeo e conta com as participações de Chico Chico na faixa “A Tua Boca” e do rapper Sombra na faixa-título. Neste álbum, Ana também regravou a música “Eu Amo Você”, composição de Cassiano e Silvio Rochael que foi sucesso na voz de Tim Maia. A canção ganhou um videoclipe com participação da atriz Nanda Costa.
Em julho de 2020, durante a pandemia de Covid-19, a artista idealizou uma live em homenagem à obra de Belchior. Realizada por meio de financiamento coletivo, a live originou a idealização de um álbum apenas com canções de Belchior, gravado entre 2020 e 2021. O videoclipe de "Coração Selvagem" conta com a participação do ator Lee Taylor, enquanto a atriz Maria Casadevall participa do clipe de "Alucinação". "Sujeito de Sorte", terceira faixa a ganhar clipe, conta com presença de um time composto por Elza Soares, Ney Matogrosso, Letícia Sabatela, Wagner Moura, Bruno Gagliasso, entre muitos outros.
Dando sequência ao projeto Ana Cañas Canta Belchior, a artista lança, em fevereiro de 2023, o primeiro registro audiovisual do show completo, com participações especiais de Ney Matogrosso e Rael. Em "Ana Cañas Canta Belchior - Ao Vivo", Ana apresenta ao público uma canção até então inédita de Belchior, dada a ela de presente pelos filhos do compositor. A faixa "Um Rolê no Céu" foi composta por Belchior em 1987 em parceria com Gracco, e nunca havia sido gravada antes.
O show em homenagem a Belchior percorreu mais de 180 palcos pelo Brasil. Finalizando esse ciclo de homenagens, foi lançado o vídeo do registro ao vivo do show realizado em Sobral/CE, terra natal de Belchior.
Para o primeiro semestre de 2025, Ana Cañas prepara o lançamento de seu novo álbum autoral.

## Discografia

### Álbuns de estúdio
| Ano  | Álbum                    |
| ---- | ------------------------ |
| 2007 | Amor e Caos              |
| 2009 | Hein?                    |
| 2012 | Volta                    |
| 2015 | Tô na Vida               |
| 2018 | Todxs                    |
| 2021 | Ana Cañas Canta Belchior |

### Álbuns ao vivo
| Ano  | Álbum                                        |
| ---- | -------------------------------------------- |
| 2013 | Coração Inevitável                           |
| 2023 | Ana Cañas Canta Belchior - Ao Vivo           |
| 2024 | Ana Cañas Canta Belchior - Ao Vivo em Sobral |

### Álbuns de vídeo
| Ano  | DVDs                                         |
| ---- | -------------------------------------------- |
| 2013 | Coração Inevitável                           |
| 2023 | Ana Cañas Canta Belchior - Ao Vivo           |
| 2024 | Ana Cañas Canta Belchior - Ao Vivo em Sobral |

## Prêmios e indicações

### Prêmio APCA - Associação Paulista dos Críticos de Arte
| Ano  | Categoria          | Nomeação                 | Resultado |
| ---- | ------------------ | ------------------------ | --------- |
| 2022 | Melhor Show do Ano | Ana Cañas Canta Belchior | Venceu    |

### Grammy Latino
| Ano  | Categoria                                           | Nomeação | Resultado |
| ---- | --------------------------------------------------- | -------- | --------- |
| 2019 | Melhor Álbum Pop Contemporâneo em Língua Portuguesa | Todxs    | Indicado  |

### Prêmio Multishow de Música Brasileira
| Ano  | Categoria | Nomeação  | Resultado |
| ---- | --------- | --------- | --------- |
| 2008 | Revelação | Ana Cañas | Indicado  |

## Videografia
| Ano  | Título                | Diretor                               |
| ---- | --------------------- | ------------------------------------- |
| 2008 | Devolve, Moço         | Fred Ouro Preto e Carina Zaratin      |
| 2009 | Esconderijo           | Selton Mello                          |
| 2010 | Luz Antiga            | Flávio Rossi e Lucas Martins          |
| 2011 | L'amour               | Tripolli                              |
| 2012 | Será Que Você Me Ama? | Ana Cañas, Daniel Lima e Flávio Rossi |
| 2013 | Urubu Rei             | Vera Egito                            |
| 2013 | Te ver Feliz          | Ana Cañas                             |
| 2015 | Tô na Vida            | Ana Cañas e Philippe Noguchi          |
| 2017 | Respeita              | Isadora Brant e João Wainer           |
| 2018 | Viverei               | João Wainer                           |
| 2018 | Todxs                 | Farpa                                 |
| 2018 | Eu Amo Você           | Rafaela Carvalho                      |
| 2019 | Lambe-Lambe           | Ana Cañas e Fernanda Cardoso          |
| 2019 | Tão Sua               | Mayara Efe                            |
| 2021 | Coração Selvagem      | Ariela Bueno                          |
| 2021 | Alucinação            | Ariela Bueno                          |
| 2021 | Sujeito de Sorte      | Ana Cañas                             |
| 2025 | Derreti               | Jorge Bispo e Julia Equi              |

## Filmografia
| Ano  | Título                         | Personagem | Diretor       |
| ---- | ------------------------------ | ---------- | ------------- |
| 2011 | En Busca del Sonido del Viento | Ela mesma  | Nahuel Lerena |
| 2016 | Amores Urbanos                 | Eduarda    | Vera Egito    |